# ソンブレロ島
ソンブレロ島（ソンブレロとう、Sombrero）は、カリブ海は小アンティル諸島のリーワード諸島にあるイギリス領アンギラ属領の島である。アンギラ本島の北西約65kmに位置し、小アンティル諸島では最も北にあり、面積5km2の不毛の岩の小島である。過去はリン酸塩の採掘が行われたため、現在も最大深さ10メートルのクレーター状の採掘坑がいくつか残っている。1995年のハリケーン・ルイスで大きな被害を受けた。
頂上は平らなソンブレロ島にはカルスト地形が発達しており、植生は東半分に集中している。島は固有種のトカゲのPholidoscelis corvinusとチビヤモリ属の1種の生息地で、マミジロアジサシ、カツオドリ、アオツラカツオドリ、クロアジサシ、セグロアジサシ、ワライカモメなどの海鳥の営巣地でもある。海岸の風化・侵食作用で形成した浅い穴と採掘坑跡に水が溜まると池となり、その中には海鳥の餌となるタマキビガイおよびサンゴ礁に生息する小型の魚類も見られる。付近の海域にはホンダワラ属などの海藻が生えており、アオウミガメの餌場となっている。2018年にラムサール条約登録地となり、2021年にはハツカネズミの駆除に成功した。